# Ă

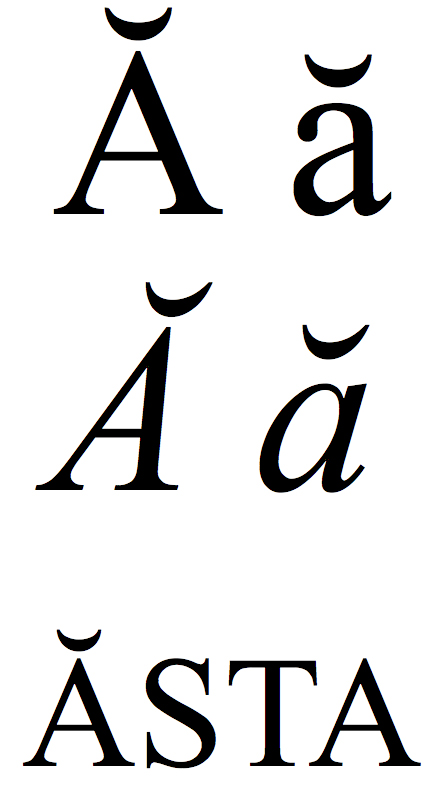
A اولین حرف از حروف الفبا انگلیسی است

Ă، ă یا Aیِ بریو (به انگلیسی: A-breve) یکی از حروف الفبای زبان‌های رومانیایی و ویتنامی است. تا پیش از سال ۱۹۷۲ در الفبای مالزیایی از این حرف استفاده‌می‌شد. کاربرد دیگر این حرف در نویسه‌گردانی حرف Ъ در زبان بلغاری است. در زبان رومانیایی ایِ بریو برابر با /ə/ در آواناگری استاندارد بین‌المللی است. 